# UGC 6945
UGC 6945 (również Arp 194) – para galaktyk silnie oddziałujących grawitacyjnie, łączących się, którym towarzyszy trzecia, niezwiązana z układem galaktyka.
UGC 6945 znajduje się w konstelacji Wielkiej Niedźwiedzicy w odległości około 600 milionów lat świetlnych od Ziemi. Od pary łączących się galaktyk rozciąga się jasny, niebieski łańcuch, który w rzeczywistości jest rozciągniętym ramieniem spiralnym pełnym nowych gwiazd. Trzecia galaktyka wydaje się być powiązana z nimi „mostem” z młodych, niebieskich gwiazd, ale w rzeczywistości jest obiektem tła i nie oddziałuje ze zderzającą się parą.